# Risto Jarva
Risto Jarva (15 de julio de 1934 – 16 de diciembre de 1977) fue un director, guionista, productor y actor cinematográfico finlandés. Utilizó en sus producciones la ficción y el documental, en ocasiones combinando ambos, y fue profesor de cine entre 1970 y 1975.

## Biografía
Su nombre completo era Risto Antero Jarva, y nació en Helsinki, Finlandia. Formado como ingeniero químico, durante sus estudios practicó la fotografía. Su primer trabajo como director fue Työtä Ylioppilasteatterissa (1961), cortometraje que, junto al de Maunu Kurkvaara Pikkuisen, fue el primero en recibir el Premio Estatal de Cine.
Jarva dirigió su primer largometraje, Yö vai päivä (1962), en colaboración con Jaakko Pakkasvirta, y ambos realizaron X-paronin (1964) junto a Spede Pasanen. El trabajo en grupo fue habitual en Jarva.
Fue fundador de la productora cinematográfica Filminor, de la cual formaban parte Jaakko Pakkasvirta, Peter von Bagh, Pertti Maisala, Jussi Kylätasku, Antti Peippo, Lasse Naukkarinen, Timo Linnasalo, Matti Kuortti y Kullervo Kukkasjärvi. Los cortometrajes documentales producidos por la compañía trataban temas como la vivienda, la planificación urbana, la relación del hombre con la naturaleza, la contaminación, y el futuro de la teconología de la información, entre otros.
El primer trabajo real de Jarvan como director fue Onnenpeli (1965), película bien valorada por la crítica. Su siguiente largometraje, Työmiehen päiväkirjaa (1967), fue protagonizado por Elina Salo y Paul Osipow, y tocaba temas de carácter social. Ruusujen aika (1969) fue una película de ciencia ficción ambientada en el futuro. En 1970 rodó Bensaa suonissa, una cinta ambientada en el mundo de los rallies automovilísticos. 

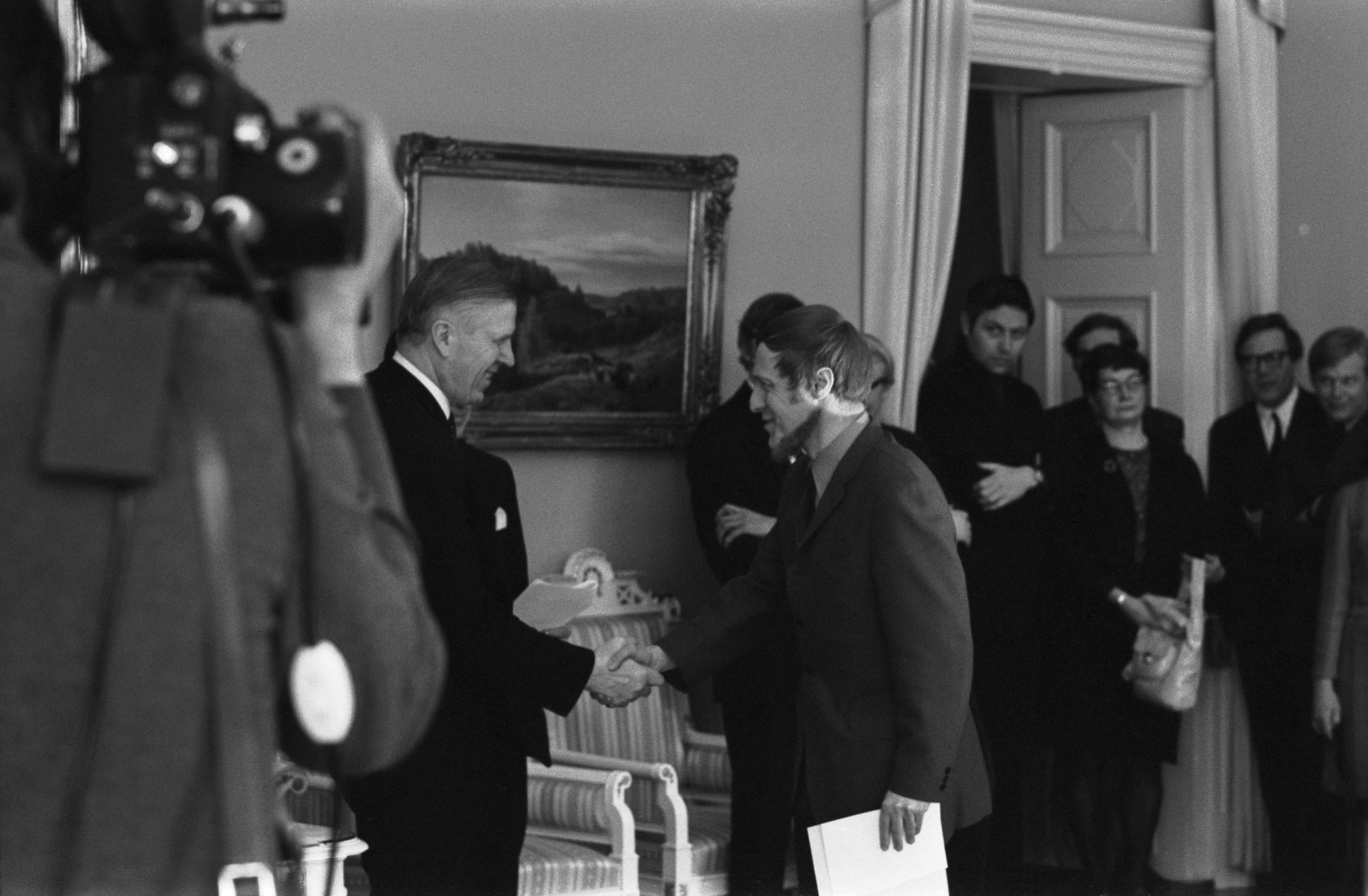
Risto Jarva dando la mano al Ministro de Educación Johannes Virolainen en 1970

Jarva presidió el Comité de Política Cinematográfica entre 1970 y 1974. El comité debía elaborar un programa cinematográfico estatal. Recomendó sustituir a la fundación de cine Suomen elokuvasäätiö por un nuevo departamento de estado haciéndose cargo del Instituto Audiovisual Nacional (Kansallinen audiovisuaalinen instituutti).
En 1972 dirigió Kun taivas putoaa, película sobre el funcionamiento del periodismo de escándalo. Yhden miehen sota (1973) trataba sobre los problemas laborales y familiares de un conductor de excavadora. Mies joka ei osannut sanoa ei (1975) supuso un cambio en la carrera de Jarva, que se profundizó con la cintas Loma (1976) y Jäniksen vuosi (1977). Ambas producciones fueron protagonizadas por Antti Litja, y obtuvieron un buen resultado de taquilla.
Risto Jarva falleció en un accidente de tráfico en el barrio de Kuusisaari, en Helsinki, en el año 1977, cuando regresaba de una proyección de su film Jäniksen vuosi poco después de la medianoche del 16 de diciembre.

## Filmografía

### Cortometrajes
- 1957 : Kaupungin rytmiä/Kaupungin kasvot
- 1959 : Episodi
- 1959 : Pyörii
- 1959 : Yhdeksän runoa
- 1960 : Leikkejä yksinäisille
- 1960 : Teekkarien tempaus Spexi-Sampo
- 1960 : Teknillinen korkeakoulu 1959
- 1960 : Hairauksia
- 1960 : Tämä on kunnallisvirkamiesliitto
- 1961 : Työtä ylioppilasteatterissa
- 1963 : Torstai – eläviä kuvia Suomen kesästä
- 1963 : Kitka
- 1964 : Tampere, iloisen kesän kaupunki
- 1965 : Kansainvälinen kongressikeskus Otaniemi
- 1966 : Asuminen ja luonto
- 1967 : Kaupungissa on tulevaisuus
- 1967 : Kansanvakuutus turvanamme
- 1968 : Nainen ja yhteiskunta
- 1968 : Tietokoneet palvelevat
- 1968 : Parempaan asumiseen
- 1969 : Helsingin tuntomerkit
- 1969 : Turvallisuutta metsätöihin
- 1969 : Pakasteet
- 1970 : Maaseudun tulevaisuus?
- 1970 : Yötäpäivää
- 1970 : Pyhäsalmi – kaivosteollisuuden nykyaikaa
- 1971 : Luonnon talous
- 1972 : Kuluttaja
- 1973 : Suomalainen pöydänkattaja
- 1973 : Sähkölaitos rakentaa
- 1977 : Ystävien seurassa

### Largometrajes
- 1962 : Yö vai päivä (con Jaakko Pakkasvirta)
- 1964 : X-Paroni (con Jaakko Pakkasvirta y  Spede Pasasen)
- 1965 : Onnenpeli
- 1967 : Työmiehen päiväkirja
- 1969 : Ruusujen aika
- 1970 : Bensaa suonissa
- 1972 : Kun taivas putoaa...
- 1973 : Yhden miehen sota
- 1975 : Mies, joka ei osannut sanoa ei
- 1976 : Loma
- 1977 : Jäniksen vuosi